# Hurlingham Reggae Band
La Hurlingham Reggae Band fue una banda argentina de música reggae conformada en su mayoría por los integrantes de la banda Sumo para permitir que ésta solo se concentre en otros géneros variados. La banda estuvo activa principalmente entre 1982 y 1984. Cuando se disolvió en 1985, Sumo recuperó algunos de sus materiales. Luca Prodan fue el cantante principal de ambas bandas. La Hurlingham Reggae Band nunca grabó un álbum oficial, pero entre los años mencionados anteriormente realizaron muchos conciertos, tocando en Argentina. Uno de los pocos integrantes que no pertenecía a Sumo era el guitarrista Tito Fargo, que más tarde formaría parte de Patricio Rey y sus Redonditos de Ricota.

## Datos de la banda
- De acuerdo con Tito Fargo D'Aviero: "Se tocaba principalmente en el Café Einstein, Zero Bar y Stud Free Pub".

- Alberto "Superman" Troglio dijo que "La mayoría de los reggaes que se originaron en la banda fueron heredados por Sumo y luego registrados", entre otros Kaya, Reggae de Paz y Amor, No Tan Distintos y No Good, así como las versiones de "No Woman No Cry" y "Redemption Song" de Bob Marley que la Hurlingham acostumbraba a realizar en vivo. Otras canciones se mantuvieron inéditas, como "Ama Tu Vida" o "El Reggae del Pavo".

- El sello CBS (Hoy Sony Music) estaba muy interesado en la Hurlingham, a tal punto que querían editar un disco de esta banda y no permitirle esa oportunidad a Sumo.

- El Reggae de Paz y Amor, más tarde sería popularizada por Sumo, fue un himno futbolero del momento. Esa canción fue adoptada por las hinchadas argentinas para alentar a sus equipo.

## Discografía no oficial (bootlegs/piratas)
- Hurlingham Reggae Band - Grabaciones de ensayos (1982 - 1983)

1. Not that different (No tan distintos)
2. Love your life (Ama tu vida)
3. Song without title 1
4. Kaya
5. Song without title 2
6. (Mejor no hablar de ciertas cosas)
7. Work the time
8. Song without title 3
9. Regtest
10. Calipso reggae

- Hurlingham Reggae Band - En Vivo en Stud Free Pub, Bajo Belgrano (22-12-1983)

1. No good
2. Peace and Love Reggae (Reggae de paz y amor)
3. Small Axe
4. Dreamland
5. Moving
6. Kaya
7. Free improvisation
8. Like a mad man
9. Not that different (No tan distintos)
10. Love your life

- Hurlingham Reggae Band - Live (1983)

1. Waiting for 1985 (Esperando el 1985)
2. Love your life
3. Move on
4. Kaya
5. Oh yeah yeah yeah Oh no no no
6. (Mejor no hablar de ciertas cosas)
7. Work
8. Don't
9. Regtest
10. Harry Belafonte Medley: Coconut woman/Jamaica Farewell/Matild